# Laurentius Erici Essenius
Laurentius Erici Essenius, född omkring 1619 i Äs, Romfartuna socken, död 5 februari 1669 i Sala, var filosofie magister, kyrkoherde och prost i Sala församling, och anses vara stamfader till familjen Esseen (Essén), en vittförgrenad släkt från Västmanland.

## Biografi
Laurentius Erici föräldrar tros ha varit bondfolk. Han studerade vid Uppsala universitet 1646 och disputerade 1653, då Drottning Kristina var närvarande vid ventilationen av hans disputation. Han promoverades till magister 1655, 1657 blev han rektor vid skolan i Köping, 1961 vice rektor vid skolan i Västerås, och rektor i samma skola 1663.
Laurentius Erici gifte sig den 3 januari 1658 med Anna Aroselia, dotter till domprosten Petrus Olai Dalekarlus. De fick bland annat sönerna Petter Esseen (1661–1711), kyrkoherde i Möklinta församling och stamfader för Köpingsgrenen Essenius samt postkommissarien Eric Esseen (1662–1742), stamfader för Bernshammargrenen Essenius.